# Arnaud de Comps
Arnaud de Comps, detto anche Aroldo o Arnaldo o Arnoldus Compeniensis (Francia, ... – 1163), fu Gran Maestro dell'Ordine di San Giovanni di Gerusalemme (Cavalieri Ospitalieri) dal 1162 al 1163.
La sua patria nativa era la Francia. Dato il suo breve periodo di reggenza, Arnaud de Comps non ebbe il tempo di organizzare particolari riforme rilevanti nell'Ordine dei Cavalieri Ospitalieri.